# 蒲郡市立塩津中学校
蒲郡市立塩津中学校（がまごおりしりつ しおつちゅうがっこう）は愛知県蒲郡市竹谷町上ノ山にある中学校。

## 概要
- 「塩中」（しおちゅう）とも呼ばれる。
- 塩津中学校の近くに塩津小学校があり、当中学校への進学は塩津小学校のみである。 (転入生などは例外)
- 校訓は「するどく 豊かに ねばり強く」。
- 竹谷城跡に建てられ、全9クラス(適性3クラス)
- 北校舎や2年生の教室などからは竹島を見ることができる

## 主な行事
- 入学式・始業式
- 部活動春季大会(結果に応じて東三河、県) 平成31年度で終了
- 写生会
- 修学旅行（3年）
- 部活動選手激励会
- 夏季市内大会(結果に応じて東三河、県)
- 自然教室（2年）
- 秋季市内大会(結果に応じて東三河、県)
- 市英語スピーチコンテスト
- 東三河英語スピーチコンテスト(市で最優秀賞者のみ)
- 体育大会
- 文化祭
- 生徒会企画
- 冬季市内大会(結果に応じて東三河、県)
- 合唱コンクール
- 皆勤賞表彰式
- 卒業式
- 終業式
- 職場体験 (2年)

## 部活動
【運動部】
- 剣道
- 野球
- ソフトボール
- ソフトテニス
- バレーボール
- バスケットボール
- 卓球
- ハンドボール

【文化部】
- 吹奏楽
- 生活 (特別支援学級のみ)

## 沿革
- 1947年（昭和22年）4月1日 - 塩津村立塩津中学校創立。
- 1954年（昭和29年）4月1日 - 蒲郡市立となる。
- 1963年（昭和38年）2月16日 - 校舎完成。
- 1974年（昭和49年）7月12日 - プール完成。
- 1986年（昭和61年）3月15日 - 体育館完成。
- 2004年（平成16年）4月1日 - 2学期制を導入。
- 2012年（平成24年） - 陸上部が全国駅伝出場。
- 2017年（平成29年）10月 - 掲示板テレビ設置。
- 2018年（平成30年） - 体育館新設工事開始。

## 交通
- JR東海 三河塩津駅・名鉄 蒲郡競艇場前駅から徒歩約12分

## 出身者
- 近藤晴貞 - 西松建設社長、全国建設業協会会長